# LET TG-10
LET TG-10 es la designación militar para los veleros checoslovacos Blaník, Super Blaník y Blaník L-33 Solo usados en el entrenamiento de vuelo básico en la Academia de la Fuerza Aérea de los Estados Unidos. La Academia mantenía un inventario de 21 TG-10, de las tres versiones, en 2012. El avión era volado por los cadetes y oficiales del 94th Flying Training Squadron, 306th Flying Training Group, Nineteenth Air Force del Mando Aéreo de Formación y Entrenamiento.

## Diseño
Todos los modelos TG-10 son de construcción semimonocasco de aluminio con superficies de control recubiertas de tela. Todos están equipados con paneles completos de instrumentos de vuelo a vela (altímetro, acelerómetro, varioaltímetro, indicador de velocidad vertical, brújula magnética) y presentan un equipo de aviónica completo (radio VHF, ordenador de navegación, ELT).

## Historia operacional
La Academia usó los más viejos y muy fiables planeadores TG-4 (Schweizer SGS 2-33) hasta 2002, cuando los reemplazó por los más modernos TG-10. Hasta 2004, las operaciones de vuelo a vela fueron realizadas por el 94th Flying Training Squadron del 34th Operations Group, una unidad de la 34th Training Wing, Academia de la Fuerza Aérea de los Estados Unidos. En 2004, el 94th, así como otras unidades de operaciones en la Academia (los 98th y 557th) pasaron a depender del Mando Aéreo de Formación y Entrenamiento.
En 2007, la Academia de la Fuerza Aérea comenzó a retirar los planeadores TG-10D en favor de otros más modernos de altas prestaciones, los Schempp-Hirth Duo Discus y Discus 2b, designados respectivamente TG-15A (biplaza en tándem) y TG-15B (monoplaza). En 2011, la Academia comenzó a retirar sus planeadores TG-10B y TG-10C restantes. Ambas variantes han sido reemplazadas por el TG-16A.

## Variantes
TG-10B Merlin (LET L-23 Super Blaník)
12 aparatos en inventario. Entrenador básico; configuración de 2 asientos en tándem. Usados en el Programa Soar For All (Vuelo para Todos) de la Academia y para entrenar cadetes que se convertirán en pilotos instructores de planeadores. Cuatro de ellos han sido configurados para el vuelo a vela en ondas a gran altitud.
TG-10C Kestrel/"Saber" (LET L-13AC Blaník)
5 aparatos en inventario. Entrenador avanzado; la cabina y los controles son iguales a los del Merlin, haciendo la transición entre ambos aviones sin problemas. Usados en el entrenamiento acrobático y de barrenas. El ser ligeramente más pesado con envergadura más corta y con configuración de cola convencional ofrece una respuesta dinámica ligeramente más rápida a las acciones sobre los controles.
TG-10D Peregrine/"Thunder" (Let L-33 Solo)
4 aparatos en inventario. Entrenador avanzado; monoplaza. La cabina y los controles son similares a los del TG-10B. Usados en el entrenamiento avanzado del vuelo de campo y en onda.

## Operadores
Estados Unidos
- Fuerza Aérea de los Estados Unidos

## Aeronaves relacionadas

### Desarrollos relacionados
- L-13 Blaník
- L-23 Super Blaník
- L-33 Solo

### Secuencias de designación
- Secuencia TG-_ (Planeadores de Entrenamiento estadounidenses, 1962-presente): ← TG-7 - TG-8 - TG-9 - T-10 - TG-11 - TG-12 - TG-14 →